# امضيشن (آيت بوفولن)
امضيشن هو دُوَّار يقع بجماعة آيت بوفلن، إقليم كلميم، جهة كلميم واد نون في المملكة المغربية. ينتمي الدوّار لمشيخة آيت بوفولن التي تضم 13 دوار. يقدر عدد سكانه بـ 17 نسمة حسب الإحصاء الرسمي للسكان والسكنى لسنة 2004.

## روابط خارجية
- البوابة الوطنية للجماعات الترابية
- المندوبية السامية للتخطيط